# Иван Владимирович (князь пронский)
Иван Владимирович (? — ок. 1430) — князь пронский (после 1378—1430) и рязанский (1408—1409), сын пронского и великого рязанского князя Владимира Дмитриевича.
Княжил в Пронске после Даниила (возможно, своего старшего брата), упоминаемого в 1378 году в качестве участника битвы на Воже. В летописях Иван упоминается только с 1401 года, в котором ходил с Олегом Рязанским и Юрием Святославичем Смоленским на Смоленск, находившийся под властью Великого княжества Литовского.
В 1402 году упомянут в договорной грамоте великого князя московского Василия I Дмитриевича с великим князем рязанским Фёдором Ольговичем.
Пронские князья издавна не ладили с князьями рязанскими; Иван Владимирович также был в неприязненных отношениях с великим князем рязанским Фёдором Ольговичем.
В 1408 году, вернувшись из Орды с ханским ярлыком на отчину и дедину, Иван Владимирович напал с ордынцами на Переяславль-Рязанский, выгнал из него Фёдора Ольговича и сел на обоих княжениях, рязанском и пронском. Фёдор бежал за Оку, откуда в следующем году, с вспомогательными войсками своего шурина, великого князя московского, пошёл на Ивана Владимировича, но на берегах реки Смедвы проиграл битву. Вскоре после этого соперники примирились при посредничестве великого князя московского и каждый из них занял своё наследственное княжение.
В 1428 году Иван Владимирович сблизился с великим князем литовским Витовтом, которому «добил челом — дался ему на службу».
Умер около 1430 года.

## Семья
Отец: Владимир Дмитриевич (ум. 1372) — князь пронский в 1343—1371 годах, великий князь рязанский в 1371—1372 годах.
Дети:
- Фёдор (ум. до 1479) — князь пронский.
- Иван Нелюб
- Андрей Сухорук
- дочь —, имя неизвестно, - с 14 января 1416 года жена московского княжича Ивана Васильевича (1396/97-1417), второго сына великого князя московского Василия I Дмитриевича и Софии Витовтовны.